# Hamid Sourian
Hamid Sourian (n. 24 august 1985, Ray, Iran) este un luptător ce a reprezentat Iran, medaliat olimpic. A participat la 3 ediții ale Jocurilor Olimpice (2008, 2012, 2016) în care a câștigat o medalie de aur.